# Paul Kläui
Paul Kläui (né le 9 novembre 1908 à Berg am Irchel, mort le 18 juillet 1964 à Zurich, originaire de Töss) est un historien suisse, spécialisé dans l'histoire zurichoise.
Il fait ses études au gymnase de Winterthour, puis à l'Université de Zurich, où il obtient un doctorat en histoire. Il s'engage pour la sauvegarde des monuments historiques dans le canton de Zurich. Avec le cartographe Eduard Imhof, il publie un atlas historique du canton de Zurich en 1951.